# Дорожно-Ремонтный Пункт (Тверская область)
Дорожно-Ремонтный Пункт — населённый пункт в Оленинском муниципальном округе Тверской области России. Находится при федеральной трассе «Балтия».

## География
Находится в юго-западной части Тверской области, в зоне хвойно-широколиственных лесов, при федеральной трассе М9, на расстоянии примерно 4 километра (по прямой) на север-северо-восток от Оленина, административного центра округа.  

## История
На карте 1987 года показан несколько безымянных строений. До 2019 года входил в состав ныне упразднённого городского поселения посёлок Оленино.

## Население
| 2010 |
| ---- |
| 32   |

Численность населения: 35 человек (русские 100 %) в 2002 году, 32 в 2010.

## Транспорт
Поселение доступно автотранспортом. Остановка общественного транспорта «Поворот на Оленино».